# Yves Netzhammer

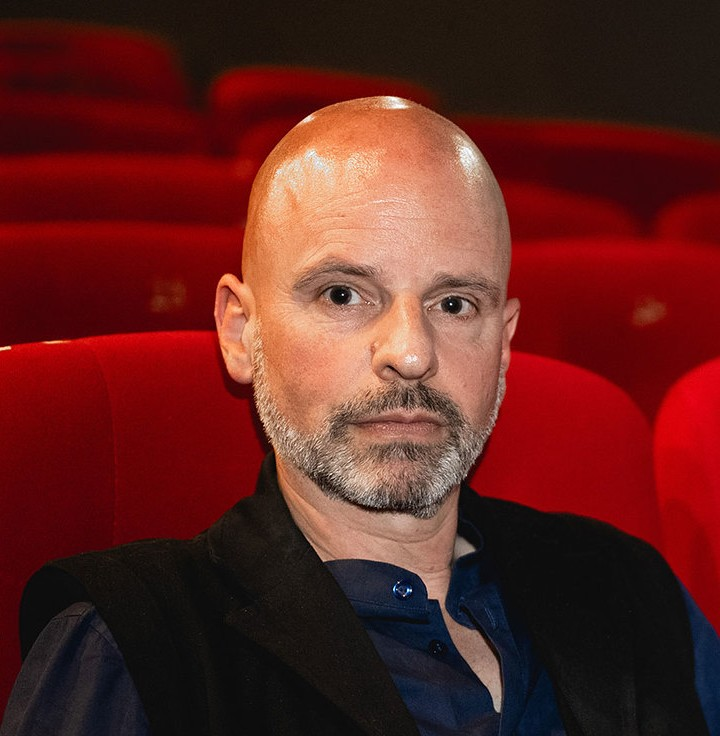
Yves Netzhammer (2024)

Yves Netzhammer (* 1. August 1970 in Affoltern am Albis; Bürgerort: Hallau SH) ist ein Schweizer Computerkünstler. Zu seinem Repertoire gehören auch Videoinstallationen, Objekte und Schwarz-Weiss-Strichzeichnungen.

## Leben
Yves Netzhammer wuchs in Schaffhausen auf. Ab sechzehn Jahren absolvierte er dort eine vierjährige Lehre als Hochbauzeichner. Lehrbegleitend besuchte er die gestalterische Berufsmatur in Zürich. Nach seiner Lehre nahm er im Jahr 1990 an einem Vorkurs an der Hochschule für Gestaltung und Kunst in Zürich teil. 1991 begann sein Studium für visuelle Gestaltung. Sein Diplom bekam er 1995.
Seine ersten Ausstellungen mit Videoinstallationen, Diaprojektionen, sowie Zeichnungen und Objekten hatte Yves Netzhammer im Jahr 1997. Ebenso lieferte er verschiedene Arbeiten für Magazine und Buchbeiträge. So gestaltete er 1999 Bildbeiträge zum Thema Wissenschaft für das Magazin Nr. 52 vom Tages-Anzeiger. Er lieferte im selben Jahr Beiträge für brand eins von Hamburg und Visionaire von New York. Mit Ralph Schraivogel designte er die Schokolade-Briefmarke (2001) der Schweizerischen Post (Briefmarke mit Aussehen und Duft von Schokoladentafeln). Seit September 2006 publiziert Yves Netzhammer online im Journal für Kunst, Sex und Mathematik.
Yves Netzhammer lebt und arbeitet in Zürich.

## Werke

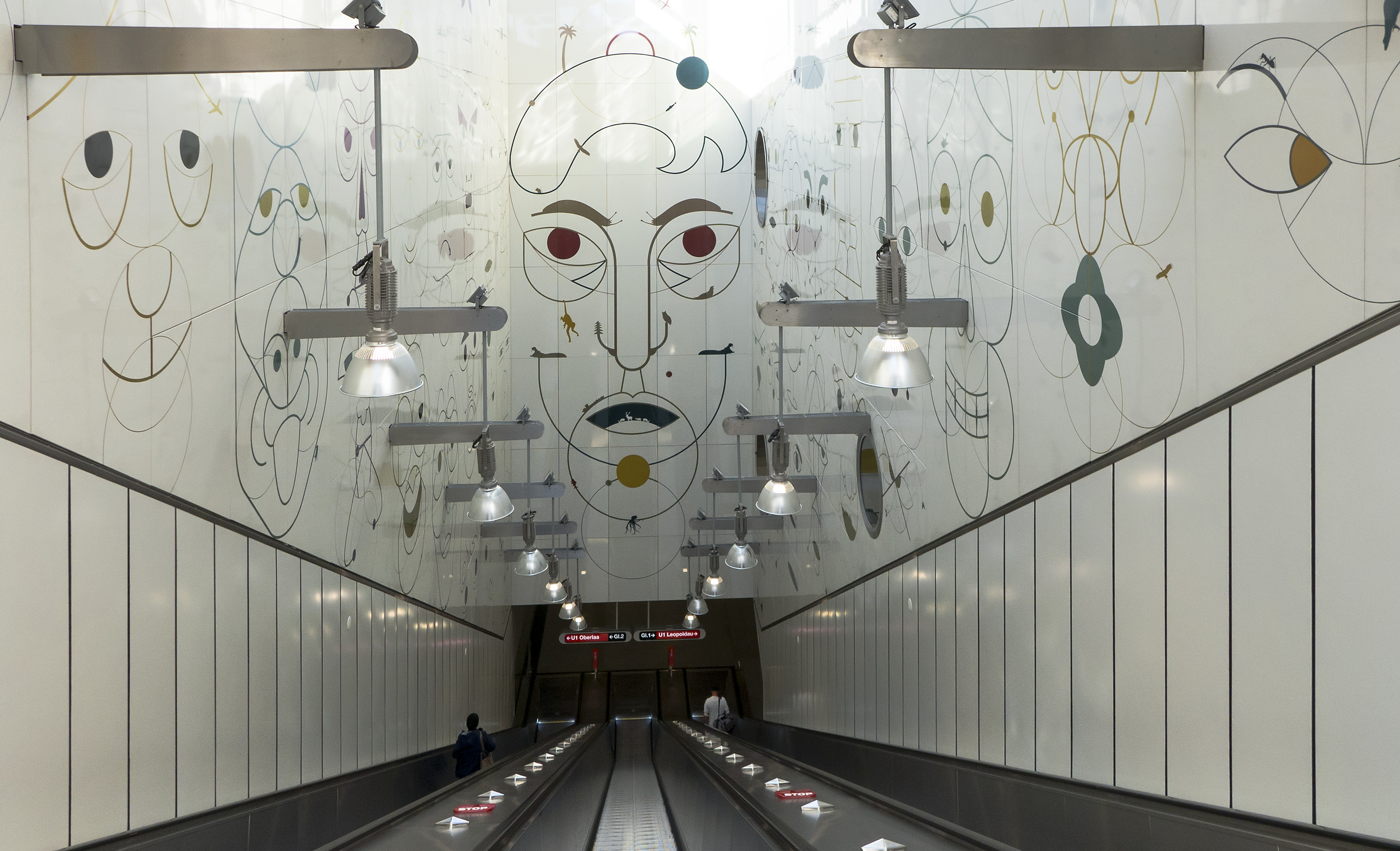
Yves Netzhammer: Gesichtsüberwachungsschnecken, Installation in der U-Bahn-Station Altes Landgut in Wien (2017)

Frühere Werke Netzhammers sind Schwarz-Weiss-Strichzeichnungen, die thematisch ähnlich aufgebaut sind, wie die späteren Videoinstallationen. Er hat viele Strichzeichnungen aber auch perspektivisch verfälscht und mit optischen Täuschungen gearbeitet. Diese kommen in den aktuelle Filmsequenzen ebenfalls vor. Zu Yves Netzhammers wichtigsten Werken gehören Rauminstallationen mit Objekten und/oder Landschaftsaufbauten und Videoprojektionen inkl. Tonspur. Die Videos sind mit dem Computer errechnete, surreale, sich wiederholende Filmsequenzen. Dabei bedient er sich keiner Ray-Tracing-Programme, sondern zeichnet mit Software, die für die Architektur entwickelt worden ist. Die Oberflächen wirken somit glatt und künstlich. Die erzählten Geschichten sind surreal: Er kombiniert Angenehmes mit Unangenehmem, Totes mit Lebendigem, Tier und Mensch und lässt die Objekte ineinander fliessen oder von einem zum anderen übergehen.
Yves Netzhammer vertrat zusammen mit Christine Streuli die Schweiz an der 52. Biennale von Venedig 2007. An der Kiew Biennale war er 2015 mit der Rauminstallation Das Kind der Säge ist das Brett, bestehend aus Wandgemälden, Skulpturen und einem Video-Triptychon mit 30-minutigem Loop beteiligt. 2017 entwarf er für den Rolltreppenbereich der U-Bahn-Station Altes Landgut in Wien unter dem Titel Gesichtsüberwachungsschnecken eine permanente Installation mit abstrahierten Piktogrammen, die menschliche und tierische Porträts zeigen. Sie wird aus vier bedruckten Flächen von circa 830 m² in Flip-Flop-Lackierung gebildet.

## Auszeichnungen (Auswahl)
- 1996: Förderpreis der Hochschule für Gestaltung, Zürich
- 1998: Auszeichnung Schönste Bücher 1998(auch 2001 und 2004)
- 2000: Auszeichnung Schweizer Plakate des Jahres, Eidgenössischer Stipendienwettbewerb, Basel
- 2000: Eidgenössischer Preis für freie Kunst (auch 2002 und 2006)
- 2001: Atelierstipendium der Stadt Zürich für New York
- 2002: Silbermedaille vom ADC Deutschland für die brand eins-Zeichnungen
- 2002: Prix Mobilière[6]
- 2003: Kunstpreis des Kantons Zürich 2003
- 2003: Auszeichnung des ADC New York für Buchmesseplakat Frankfurt
- 2015: BEN Hauptpreis der B3 Biennale des bewegten Bildes für "Die Gegenwart sucht ihren Mund in der Spiegelung der Suppe"[7]

## Ausstellungen

### Einzelpräsentationen (Auswahl)
- 1998: Galerie Stähli, Zürich
- 1999: Manor Kunstpreis, Museum zu Allerheiligen, Schaffhausen
- 2000: Galerie Anita Beckers, Frankfurt am Main
- 2001: Galerie Sima, Nürnberg
- 2001: Art Cologne, Köln
- 2003: Helmhaus, Zürich[8]
- 2003: Württembergischer Kunstverein, Stuttgart
- 2004: Museum Chasa Jaura, Valchava
- 2005: Kunsthalle Bremen
- 2006: Museum Rietberg, Zürich
- 2010: Kunstmuseum Bern
- 2011: Eres-Stiftung, München. Minsheng Art Museum, Shanghai
- 2012: Christinger De Mayo, Zürich.
- 2013: The View Salenstein. MONA, Tasmanien.
- 2014 ff.: Yves Netzhammer – Die Subjektivierung der Wiederholung., Kunstmuseum Bern[9]
- 2015: „The School of Kyiv“, Kiew Biennale, Kiew
- 2016: „Selbstgespräche nähern sich wie scheue Rehe“, LWL Münster
- 2017: „Refurnishing Thoughts“, FOSUN Foundation, Shanghai
- 2018: „Biografische Versprecher“, Museum zu Allerheiligen, Schaffhausen
- 2019: „Empathische Systeme“, Frankfurter Kunstverein
- 2020: „Gravitatorische Behauptungen“, Graphische Sammlung ETH Zürich
- 2022: „Zwei kühle Zwergelefanten fressen Einfühlungsüberschuss mit Pfirsicharoma“, Museum Haus Konstruktiv, Zürich
- 2024: „Die Welt ist schön und so verschieden, eigentlich müssten wir uns alle lieben“, Kunstmuseum Solothurn
- 2024: „Blätter sind Fragen der Luft“, Utsunomiya Museum of Art, Japan

### Gruppenausstellungen (Auswahl)
- 1999: Kunsthallen Brandts, Odens; Museum Ludwig, Köln; „Steirischer Herbst“, Graz
- 2000: Centre pour l’image contemporaine, Saint-Gervais; Genf, Zentrum für Kunst und Medientechnologie, Karlsruhe
- 2001: Kunsthalle Göppingen; Neues Kunstmuseum Luzern
- 2002: Kunsthalle Brügge
- 2005: Nationalgalerie Prag
- 2007: Kunstmuseum Wolfsburg
- 2008: Digitale Raumkunst, Stiftung Wilhelm Lehmbruch Museum, Duisburg.
- 2015: B3 Biennale des bewegten Bildes, Frankfurt
- 2015: „Inhabitations“, Aargauer Kunsthaus
- 2016: „Um die Ecke denken“ Haus Konstruktiv, Zürich
- 2017: Independent Animation Biennale Shenzhen, China

## Publikationen
- Was sich erzählen lässt wird verbessert werden, Bilger, Zürich, 1997 ISBN 3-908010-31-4
- Wenn man etwas gegen seine Eigenschaften benützt, muss man dafür einen anderen Namen finden, Museum zu Allerheiligen, Schaffhausen, 1999 ISBN 3-936711-02-X
- Dietmar Dath, Anne Philippi: Dornbracht Culture Projects: Statements IV: Yves Netzhammer, Opiate, Mouse on Mars, To Rococo Rot: Bd 4 , Dornbracht, Iserlohn, 2002 ISBN 3-936919-41-0
- Die überraschende Verschiebung der Sollbruchstelle eines in optimalen Verhältnissen aufgewachsenen Astes, Helmhaus Zürich, Verlag für moderne Kunst Nürnberg, Nürnberg, 2003 ISBN 3-933096-93-6
- Yves Netzhammer, Beate Ermacora und Sabine M. Schmidt: Das Gefühl präziser Haltlosigkeit beim Festhalten der Dinge. Eine Ausstellung an zwei Stationen, Kerber Verlag, 2003 ISBN 3-936646-39-2